# Eocincticornia malarskii
Eocincticornia malarskii är en tvåvingeart som beskrevs av Peter Kolesik 1995. Eocincticornia malarskii ingår i släktet Eocincticornia och familjen gallmyggor. Inga underarter finns listade i Catalogue of Life.